# DSオートモビルズ・DS7クロスバック
DS7クロスバック（DS 7 Crossback）は、DS Automobilesが生産・販売するクロスオーバーSUV型の乗用車である。

## 概要
シトロエンから独立した高級ブランドDS Automobilesが独立後、企画、開発、発売とすべてを独自開発、販売した最初の車種である。
2017年2月、第87回ジュネーブモーターショーにて初公開され、日本では2018年7月17日に発売された。このDS7クロスバックから、日本でのDSブランド車とシトロエン車の販売が分離され、以降のDSブランド車は専売店舗「DS STORE」及び「DS SALON」でのみ発売されることになった。
フロントはDSウィンググリルが立体的にデザインされ、LEDヘッドライトユニットが左右に伸び大胆かつ繊細さを表現している。インテリアは、細部に渡るパリらしさと最新テクノロジーを融合したデザインであり、ギョーシェ彫り模様をヒントとしたスイッチ枠などが特徴的である。
基本設計は、シトロエン・C4ピカソやプジョー・308などと同じく、PSAグループの新世代モジュラープラットフォーム「EMP2」を採用している。
パワートレインは、2.0 L直列4気筒クリーンディーゼル「BlueHDi 180」とガソリンの1.6 L直列4気筒ターボ「PureTech 225」の2種で、いずれもユーロ6.2規制をクリアしている。トランスミッションは、アイシン精機と共同開発した8速オートマチックEAT8をPSAグループにおいて初採用した。その後順次他車種へも採用されている。
安全装備ではDSアクティブスキャンサスペンションを採用し、フロントカメラを用いて通過する路面の凹凸を認識した上でダンパーを電子制御している。また、DSコネクテッドパイロットを採用し、マルチファンクションカメラとミリ波レーダーを用いて前車との車間距離を保った上で車線内のドライバーの希望する位置をキープできる。前車の停止3秒以内であればアクセル操作をせずに追従できる。更に、オプションでは夜間走行時には前方の赤外線カメラによって前方に人や動物を認識した場合にはフルデジタルの液晶メーターで黄色で警告し、更に車両側で交錯すると判断した場合には赤色で警告しドライバーに注意喚起を行う機能もある。
グレードは2種類あり、「So Chic」は2.0 Lディーゼルを搭載し469万円、装備が充実した「Grand Chic」は1.6 Lガソリンで542万円、2.0 Lディーゼルが562万円である。
2021年3月10日、DSオートモビルズ初のプラグインハイブリッド車「E-TENSE 4x4」を追加。1.6 Lガソリンターボに、81.2kW/110psを発揮するフロントアクスル用モーターと、83kW/112psのリアアクスル用モーターを装備した四輪駆動方式であり、システム総合出力は300psとなる。走行用のリチウムイオン電池は13.2kWhの容量であり、EVモードでの走行距離はWLTCモードで56kmである。
2021年9月、グレード体系を変更。So ChicおよびGrand Chicの名前を廃止し、OPERA（オペラ）、RIVOLI（リヴォリ）、BASTILLE（バスティーユ）などのインスピレーション（インテリア仕様）を機種名とする。なおベースグレードのSo Chicは廃止となる。
2022年6月27日に、最近のDS4IIに類似したビッグマイナーチェンジ版を発表。 この機会に「クロスバック」という名前を失い単にDS7になる。